# 葡萄酒旅游

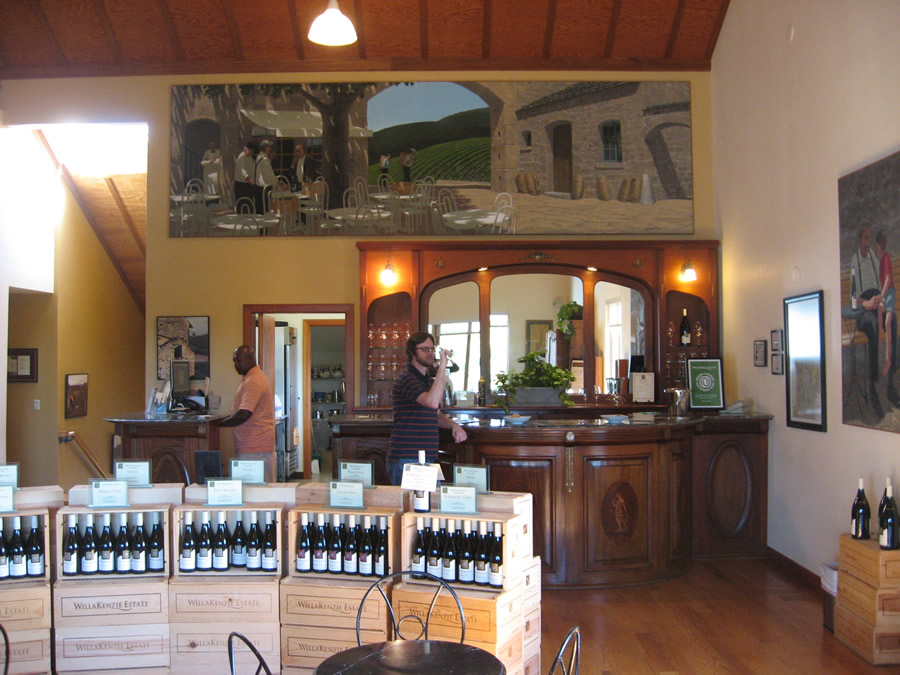
典型的酒庄品酒室

葡萄酒旅游（Enotourism、oenotourism、wine tourism或vinitourism）是指以品尝、消费或购买葡萄酒为目的的旅游方式，通常在葡萄酒产地或其附近进行。其它类型的旅游，从本质来说是被动的旅游﹔而葡萄酒旅游則包括参观酿酒厂、品尝葡萄酒、漫步葡萄园等活动，甚至主动參與採摘葡萄的過程。 

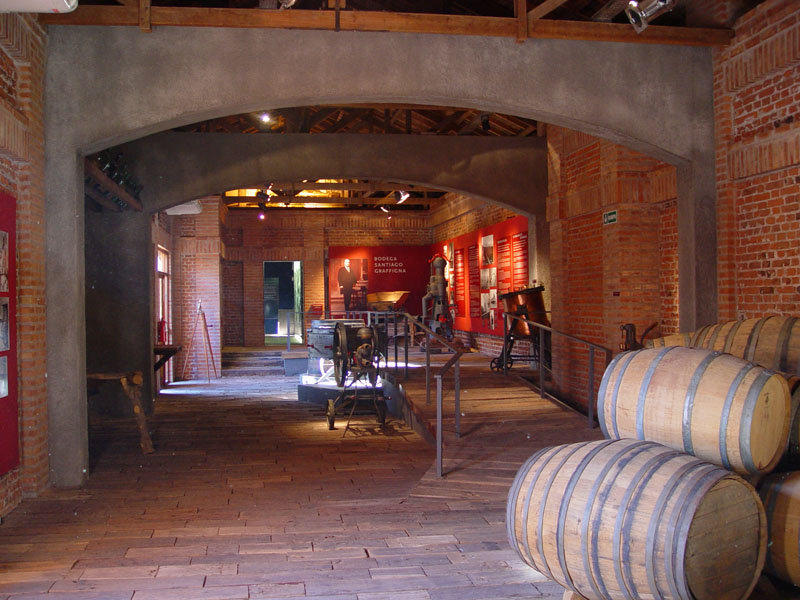
阿根廷圣胡安格拉菲尼亚葡萄酒博物馆

## 历史
葡萄酒旅游是一种相对较新的旅游类型。葡萄酒旅游起源于1953年，法国阿尔萨斯的旅游局借着汽车拉力赛的机会，创建了阿尔萨斯葡萄酒之路，并在拉力赛期间进行了多次酒庄参观与葡萄酒品鉴活动。20世纪下半业，随着附近基础设施的不断完善，当地旅游局将「美食、美酒和美景」作为宣传策略，使阿尔萨斯葡萄酒之路越来越受到游客的青睐。
葡萄酒旅游在世界其它地方的发展历史，则因地区而异，例如在纳帕谷产区和加州葡萄酒之乡等地，在1975年实行统一营销的手段后，游客人数实现了大幅增长，1976年的巴黎评判进一步推动了游客的增长。 
在其它地区，如西班牙的加泰罗尼亚，从2000年代中期才开始推广葡萄酒旅游，人们只将其视为著名的西班牙海滩旅游的替代形式。 
随着2004年电影《杯酒人生》的上映，以英语为母语的人对葡萄酒旅游的关注有所增加，电影中两名主角走访了南加州圣巴巴拉地区的酿酒厂和葡萄酒产地。

## 当前
在2000至2010年間，围绕着葡萄酒旅游的产业发展迅速。在美国，有2700万名游客参加烹饪或葡萄酒相关的旅游活动，占美国整体休闲游客的17％。而意大利，则约为500万人次，创造了25亿欧元的收入。 
每年11月的第二个星期天被定为葡萄酒旅游日，以促进德国、奥地利、斯洛文尼亚、西班牙、法国、希腊、匈牙利、意大利和葡萄牙的酒窖观光。北美的首个葡萄酒旅游日，创立于2013年5月11日，该活动安排在整个北美进行。 
智利近年来在积极发展葡萄酒旅游业，在全国各地开通了数条旅游路线，其中的几条提供了过夜住宿。 

## 活动项目

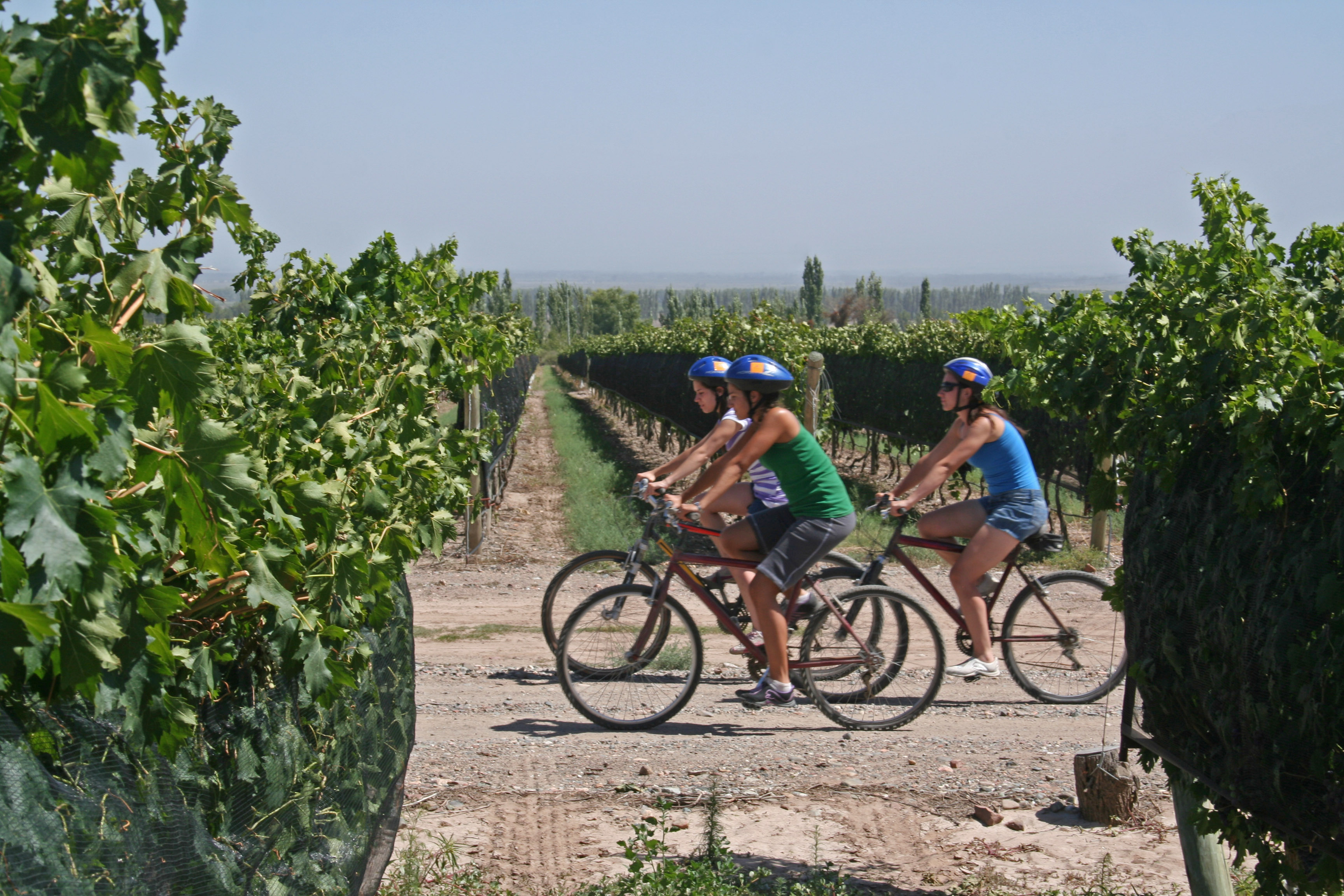
在阿根廷门多萨的葡萄园里骑自行车

大多数的葡萄酒旅游以酒庄的参观为主，在葡萄酒产地或附近进行。游客一般从了解酒庄历史开始，进而了解葡萄酒的酿造过程，最后品尝葡萄酒。在部分酒庄，还会有提供住宿的房间。游客在葡萄酒旅游活动中所购买的葡萄酒，占酒庄年销售额的33％。
在加泰罗尼亚的普欧拉特等低产量产区，游客会在酒庄庄主的带领下参观葡萄园，同时会讲解该产区葡萄酒的独特品质。 
其后会进行细致的品鉴，包括水平品鉴和垂直品鉴，以及专注于展示葡萄酒口感的正餐。 
随着葡萄酒旅游业的成熟，旅游项目也相应增加，比如骑乘名为burricleta的电动自行车。
葡萄酒旅游的常见活动项目：
- 品鉴：品酒、学习酿酒、感官分析、侍酒师等；
- 购买：参观酒窖、地窖、葡萄园、与相关业者（如：酒庄主、酒窖主、葡萄采摘者）会面等；
- 学习产区：了解葡萄品种、土壤、分类和产区等；
- 历史和文化遗产：参观葡萄酒有关的博物馆、参观葡萄酒有关的建筑（如：城堡、庄园、教堂、酒窖等）、参观葡萄酒有关的世界遗产（如：圣埃米利永等）[12]等；
- 美食：葡萄酒烹饪等；
- 医疗美容：葡萄酒疗法等；
- 运动和休闲活动：在葡萄园中漫步、远足或骑乘，乘坐热气球或飞机飞越葡萄园等。

## 未来
大多数旅游机构将其视为具有巨大增长潜力的领域，并指出在部分地区，它目前仅发挥了20％的潜力。 
随着葡萄酒旅游业的发展，纳帕谷等地区必须应对持续的成功及其带来的影响，例如人群和品酒室所带来的费用增加。但随之而来可能带来反效果，潜在的客户可能被人群所吓跑，并对葡萄酒旅游失去兴趣。

## 延伸阅读
- J Carlsen, S Charters, Edith Cowan University (editors), Global Wine Tourism, Cabi Publishing (2006) ISBN 184593170X
- C Michael Hall, Brock Cambourne, Liz Sharples, Niki Macionis, Wine Tourism Around the World: Development, Management and Markets, Elsevier 2000 ISBN 0-7506-4530-X
- Valduga (2014). "El enoturismo en Brasil Un análisis territorial en el Estado de Rio Grande do Sul (Brasil) desde 1870 hasta 1970". Estudios y perspectivas en turismo. 23 (2): 278–304.